# کارگران سوسیالیست
 حزب کارگران سوسیالیست ایران  یک حزب تروتسکیستی در ایران بود که پس از انقلاب ۱۳۵۷، در داخل ایران با این نام فعالیت داشت.

## پیشینه
این حزب، نتیجه ادغام دو گروه تروتسکیستی مستقر در انگلستان و آمریکا بود و نشریات چه باید کرد، کارگر ، کارگر سوسیالیست ، [ نظم کارگر ]و انتشارات طلیعه را منتشر می‌کرد.
- گروه مستقر در انگلستان (گروه کندوکاو): گروهی از دانشجویان ایرانی که در انگلستان تحت تاثیر جنبش رادیکال دانشجویی در اواخر دهه ۱۹۶۰ (۱۳۴۰) به ویژه جنبش ضد جنگ ویتنام و جنبش ۱۹۶۸ (۱۳۴۷) در فرانسه بودند. این دانشجویان پیش زمینه‌های متفاوتی داشتند اما نظرات بین‌الملل چهارم را که از آرای لئون تروتسکی پیروی می‌کرد پذیرفته بودند. گروه از سال ۱۳۵۳ تا سال ۵۹ نشریه  کندوکاو را منتشر کرد و در سراسر دهه ۱۳۵۰ در خارج از ایران در فعالیت‌های علیه دیکتاتری شاه فعال بود و نماینده بین‌الملل چهارم در کنفدراسیون دانشجویان ایرانی محسوب می‌شد.
- گروه مستقر در آمریکا: هم‌زمان با تشکیل گروه کندوکاو در انگلستان، یک گروه تروتسکیستی در آمریکا با کمک حزب کارگران سوسیالیست آمریکا شکل گرفت.

## پس از انقلاب ۱۳۵۷
شش ماه پس از انقلاب ۱۳۵۷، بر سر چگونگی برخورد با رژیم اختلافاتی در حزب بروز کرد. یک جناح به حمایت از جمهوری اسلامی پرداخت و جناح دیگر مخالف آن بودند. جناحی که با جمهوری اسلامی به مقابله پرداخت در سال‌های ۱۳۶۰ تا ۱۳۶۲ با جناح سوسیالیست انقلابی فداییان اقلیت ارتباط برقرار کرد، پس از سرکوب اقلیت، ان رابطه هم از بین رفت.
به دنبال سرکوب خونین چپ توسط رژیم در سال ۱۳۶۲ گروه از هم پاشید. تنی چند از بقایای گروه در پناهندگی در پاریس در فاصله سال‌های ۱۳۶۲ تا ۱۳۶۸ به انتشار نشریه سوسیالیزم و انقلاب پرداختند.